# Nova Trento
Nova Trento är en kommun i Brasilien.   Den ligger i delstaten Santa Catarina, i den södra delen av landet, 1 300 km söder om huvudstaden Brasília. Antalet invånare är 12 179.
I omgivningarna runt Nova Trento växer i huvudsak städsegrön lövskog. Runt Nova Trento är det glesbefolkat, med 14 invånare per kvadratkilometer.